# هان سوفي غريف
هان سوفي غريف (بالنرويجية البوكمول: Hanne Sophie Greve)‏ هي قاضية نرويجية، ولدت في 14 أبريل 1952 في Tønsberg ‏ في النرويج.